# Aromas (California)
Aromas es un lugar designado por el censo (en inglés, census-designated place, CDP) ubicado en los condados de Monterrey y San Benito, California, Estados Unidos. Según el censo de 2020, tiene una población de 2708 habitantes.

## Geografía
La localidad está ubicada en las coordenadas 36°52′29″N 121°37′51″O / 36.87472, -121.63083 (36.874755, -121.630732). Según la Oficina del Censo, tiene un área total de 12.29 km², de la cual 12.26 km² son tierra y 0.03 km² son agua.

## Demografía
Según la Oficina del Censo, en 2000 los ingresos medios de los hogares de la localidad eran de $69,145 y los ingresos medios de las familias eran de $70,000. Los hombres tenían unos ingresos medios de $51,771 frente a $41,875 para las mujeres. Los ingresos per cápita eran de $25,220. Alrededor del 6.2% de la población estaba por debajo del umbral de pobreza.
De acuerdo con la estimación 2016-2020 de la Oficina del Censo, los ingresos medios de los hogares de la localidad son de $131,678 y los ingresos medios de las familias eran de $142,788. Alrededor del 1.0% de la población está por debajo del umbral de pobreza.
Según el censo de 2020, el 58.68% de la población son blancos, el 0.63% son afroamericanos, el 2.07% son amerindios, el 3.06% son asiáticos, el 0.15% son isleños del Pacífico, el 21.97% son de otras razas y el 13.44% son de una mezcla de razas. Del total de la población, el 40.81% son hispanos o latinos de cualquier raza.